# 奥尔莫-阿尔布伦博
奥尔莫-阿尔布伦博（義大利語：Olmo al Brembo），是意大利贝加莫省的一个市镇。总面积7.79平方公里，人口521人，人口密度66.9人/平方公里（2009年）。国家统计（ISTAT）代码为016145。